# Вранчич, Марио
Ма́рио Вра́нчич (хорв. Mario Vrančić, нем. Mario Vrancic; родился 23 мая 1989 года, Славонски-Брод, СФРЮ) — немецкий футболист хорватского происхождения, полузащитник клуба «Сараево» и сборной Боснии и Герцеговины.

## Карьера

### Клубная
Готовился к футбольной карьере сначала в любительском клубе «Кессельштадт», а затем перешёл в школу «Майнца», где прошёл путь от игрока юношеской команды не старше 17 лет до игрока основы. С 2006 года выступал как во втором составе, так и в основном, дебютировав в сезоне 2006/07. В сезоне 2007/08 стал твёрдым игроком основы, играя большую роль в команде. В сезоне 2009/10 отправился в аренду в «Рот-Вайсс» из Алена, в межсезонье 2010/11 перешёл во вторую команду дортмундской «Боруссии». В её составе Вранчич стал чемпионом Западной Регионаллиги в сезоне 2011/12.
Летом 2012 года Вранчич перешёл в «Падерборн 07», с которым в сезоне 2013/14 вышел в Бундеслигу. В мае 2014 года он продлил контракт с клубом до 2016 года. В матче первого тура сезона 2014/15 против «Майнца» (2:2) Вранчич дебютировал в высшей немецкой лиге, а в следующем туре против «Гамбурга» забил первый гол.
В июне 2015 года Вранчич покинул «Падерборн» и подписал двухлетний контракт с клубом «Дармштадт 98».
8 июня 2017 года Марио Вранчич подписал трехлетний контракт с «Норвич Сити». 5 августа Вранчич дебютировал за клуб в матче против «Фулхэма».
В июле 2021 года Вранчич подписал однолетний контракт с клубом «Сток Сити». Дебют за «гончаров» состоялся 7 авгсуста в матче против «Рединга»

### В сборной
В составе юношеской сборной из игроков не старше 17 лет играл на чемпионате Европы 2006, но команда там выступила неудачно, заняв лишь четвёртое место. Однако в составе сборной из игроков до 19 лет выиграл чемпионат Европы 2008 года в Чехии.

## Личная жизнь
Есть брат Дамир, который играет с 2009 года за «Айнтрахт» из Брауншвейга.

## Достижения

### «Норвич Сити»
- Чемпион Чемпионшипа: 2018/19[13], 2020/21